# Purvis (Mississippi)
Pour les articles homonymes, voir Purvis.
La ville de Purvis est le siège du comté de Lamar, situé dans l'État du Mississippi, aux États-Unis. Sa population s'élevait à 1 909 habitants lors du recensement de 2020.

## Source
- (en) Cet article est partiellement ou en totalité issu de l’article de Wikipédia en anglais intitulé « Purvis, Mississippi » (voir la liste des auteurs).